# 斯圖爾特鎮區 (北達科他州巴恩斯縣)
斯圖爾特鎮區（英語：Stewart Township）是位於美國北達科他州巴恩斯縣的一個鎮區。

## 地方資料
斯圖爾特鎮區的面積為93.62平方千米，皆為陸地。根據2010年美國人口普查的數據，當地共有人口89人，而人口密度為每平方千米0.95人。